# 1378
| 1378               |
| ------------------ |
| Dødsfald - Fødsler |
| • Begivenheder     |

| Gregoriansk kalender | 1378 MCCCLXXVIII        |
| Ab urbe condita      | 2131                    |
| Armensk kalender     | 827 ԹՎ ՊԻԷ              |
| Kinesiske kalender   | 4074 – 4075 丁巳 – 戊午 |
| Etiopisk kalender    | 1370 – 1371             |
| Jødisk kalender      | 5138 – 5139             |
| Hindukalendere       |                         |
| - Vikram Samvat      | 1433 – 1434             |
| - Shaka Samvat       | 1300 – 1301             |
| - Kali Yuga          | 4479 – 4480             |
| Iransk kalender      | 756 – 757               |
| Islamisk kalender    | 780 – 781               |

Konge i Danmark: Oluf 2. 1376-1387
Se også 1378 (tal)

## Født
- 31. december – Pave Callistus 3. (død 1458)

## Dødsfald
- 6. februar – Joanna af Bourbon, fransk dronning og gift med Karl 5. af Frankrig
- 27. marts – Pave Gregor 11. (født 1331)
- 29. november – Den tysk-romerske kejser Karl 4. dør 62 år gammel